# Coleophora siliquella
Coleophora siliquella é uma espécie de mariposa do gênero Coleophora pertencente à família Coleophoridae.